# فردریک کنراد بیلستین
فردریک کنراد بیلستین (انگلیسی: Friedrich Konrad Beilstein؛ زاده ۱۷ فوریهٔ ۱۸۳۸ درگذشته ۱۸ اکتبر ۱۹۰۶) یک شیمی‌دان اهل روسیه بود.